# Нерест
Не́рест — сложное инстинктивное поведение рыб в период размножения.
Обычно происходит в определённых местах (на нерестилищах). У многих рыб во время нереста появляется брачный наряд - меняется окраска тела. Некоторые рыбы (проходные) для нереста идут из моря в реки (лососёвые, осетровые) или из рек в моря (речной угорь).
Нарушение нерестилищ в результате загрязнений токсичными промышленными отходами, строительства ГЭС, плотин и т. п. привело к сокращению численности многих (например, на Волге и других реках), в том числе, ценных видов рыб, например белуги, белорыбицы, русского осетра.
Во время нереста может запрещаться рыбалка. После откладывания икры у представителей некоторых групп (например, лососёвых рыб), родители погибают.
Некоторые группы рыб (в частности, многие окунеобразные) проявляют заботу о потомстве — охраняют икру и вышедших из неё личинок. Представители семейства цихловых охраняют и мальков. Большинство же видов рыб заботы о потомстве не проявляет и в условиях аквариума поедают собственную икру.